# Ductifera millei
Ductifera millei är en svampart som beskrevs av Lloyd 1917. Ductifera millei ingår i släktet Ductifera, ordningen Auriculariales, klassen Agaricomycetes, divisionen basidiesvampar och riket svampar.   Inga underarter finns listade i Catalogue of Life.